# فوتبال تکاملی حرفه‌ای ۲۰۱۱
فوتبال تکاملی حرفه‌ای ۲۰۱۱ (به انگلیسی: Pro Evolution Soccer 2011) (اختصاری PES 2011)، یک بازی سبک ورزشی از سری فوتبال تکاملی حرفه‌ای که توسط کونامی ساخته شده و در سال ۲۰۱۰ توسط شرکت کونامی برای ویندوز، پلی‌استیشن ۳، پلی‌استیشن ۲، پلی‌استیشن همراه، ایکس‌باکس ۳۶۰، تلفن همراه و وی در نوامبر ۲۰۱۰ منتشر شد. این بازی را می‌توان یکی از پرطرفدارترین بازی کامپیوتری در کشور ایران دانست.
در ۳۰ سپتامبر ۲۰۱۰، اولین به روز رسانی برای کامپیوتر شخصی، پلی استیشن ۳ و ایکس‌باکس ۳۶۰ سه ویژگی جدید: Legends، Community و Competition را به حالت آنلاین اضافه کرد.

## قدرت بازیکنان
۱۰ بازیکن قدرتمند برتر این بازی
1. لیونل مسی  (۹۴)
2. کریستیانو رونالدو  (۹۵)
3. کاکا  (۹۴)
4. ژاوی هرناندز  (۹۱)
5. آندرس اینیستا  (۸۹)
6. فرناندو تورس  (۸۹)
7. ایکر کاسیاس  (۸۸)
8. رونالدینیو  (۸۸)
9. وین رونی  (۸۸)
10. زلاتان ابراهیمویچ  (۸۸)

## گرافیک
سری بازی‌های PES از نظر گرافیکی در سطح خوبی قرار داشته‌اند. اما در این چند سال اخیر، تغییر شگفت‌انگیزی در آن‌ها صورت نگرفته‌است. طراحی صورت بازیکنان در مقایسه با نسخه قبل چندان تغییری نکرده‌است. همانند گذشته، ستاره‌های فوتبال در این عنوان از شبیه‌سازی خوبی برخوردار نیستند و سایر بازیکن‌ها معمولی طراحی شده‌اند. طراحی استادیوم‌ها در سطح خوبی قرار دارد و کمی از نسخه گذشته بهتر به نظر می‌رسد. همچنان تماشاگرها در بازی خوب به نظر نمی‌رسند. البته این قسمت نکته مهمی نیست، اما خوب طراحی شدن آن در زیبایی بازی تأثیرگذار است. طراحی لباس‌های بازیکنان از نسخه‌های قبلی بهتر شده و آن را می‌توان یک نکته مثبت در این قسمت نامید.

## موسیقی/صداگذاری
بازی‌های ورزشی از آن دسته از عنوان‌هایی هستند که صداگذاری در آن‌ها هیجان بازی را چندین برابر می‌کند. بازی‌ PES 2011 نیز از این قاعده مستثنی نبوده و در این زمینه خوب عمل کرده‌است. همانند گذشته، گزارشگری بازی چندان خوب نیست و در مقایسه با سری بازی‌های FIFA حرفی برای گفتن ندارد. سر و صدای تماشاچیان در بازی خوب شنیده می‌شود و انصافاً هم بسیار با هیجان هستند. صداهای دیگر از جمله صدای شوت‌ها، برخورد توپ با تیرک دروازه، صداهای پس زمینه مانند: صدای بلندگوهای ورزشگاه، صدای مربیان و… از کیفیت لازم برخوردار هستند و انتظارات را برآورده می‌کنند. همانند همیشه نیز موسیقی بکار رفته در منوهای بازی عالی است.

## گیم پلی

### محتوا
با یک قرارداد انحصاری با یوفا و کونمبول، لیگ قهرمانان اروپا، لیگ اروپا و برای بار اول سوپرجام اروپا و کوپا لیبرتادورس دارای لیسانس کامل هستند. مسابقات آنلاین برای اولین بار به مسترلیگ اضافه شده است. سوپرجام اروپا و لیگ اروپا فقط در نسخه‌های پلی استیشن ۳، کامپیوتر شخصی و ایکس‌باکس ۳۶۰ در دسترس هستند.
این بازی شامل ۷۹ تیم ملی است.
مسابقات کوپا سانتاندر لیبرتادورس برای اولین بار برگزار می‌شود، و تیم‌های آن لیسانس کامل دارند، اما نمی‌توانند برای بازی در حالت‌های دیگر انتخاب شوند.
مانند نسخه‌های قبل، دو لیگ جداگانه با ۱۸ تیم خالی (لیگ PES و D2 League) وجود دارند که هر یک از آن‌ها را می‌توان به طور کامل ویرایش کرد. از زمان معرفی، در بین انجمن PES بسیار محبوب شده است، و در در نتیجه، آن‌ها معمولاً توسط پچ سازان به بوندسلیگا یا هر لیگ دیگری که ترجیح می‌دهند تبدیل می‌شوند. همه‌ی تیم‌ها کاملاً تخیلی هستند.

## توسعه
این بازی در ۹ فوریه ۲۰۱۰ معرفی شد. اولین تریلر در ۴ مه ۲۰۱۰ انتشار یافت، در حالی که تریلر ای۳ در ژوئن ۲۰۱۰ منتشر شد،  که برخی از ویژگی‌های جدید بازی را نشان می‌دهد. همچنین بازگشت لیونل مسی به  روی جلد بازی به عنوان ستاره مشاهده می‌شود. جیم بگلین برای گزارش و جان چمپیون به عنوان مفسر جدید در PES 2011 پیاده سازی شدند.
نسخه آزمایشی PES 2011 برای کامپیوتر شخصی و پلی استیشن ۳ در سپتامبر ۲۰۱۰ منتشر شد. این نسخه آزمایشی به کاربران اجازه میداد بازی های ده دقیقه‌ای را با ۴ تیم: بارسلونا و بایرن مونیخ یا در کوپا لیبرتادورس با گوادالاخارا و اینترناسیونال در دسترس داشته باشند. ویدئویی نیز پس از هر مسابقه ارائه شد که شامل محتوای کامل بازی برای راه اندازی بازی در انگلستان در ۸ اکتبر ۲۰۱۰ بود.

## بازتاب‌ها
| گردآورنده  | امتیاز | امتیاز      | امتیاز      | امتیاز      | امتیاز          | امتیاز | امتیاز      |
| گردآورنده  | آی‌اواس | رایانه شخصی | پلی‌استیشن ۲ | پلی‌استیشن ۳ | پلی‌استیشن همراه | وی     | اکس‌باکس ۳۶۰ |
| ---------- | ------ | ----------- | ----------- | ----------- | --------------- | ------ | ----------- |
| گیم‌رنکینگز | 70%    | 78.50%      | ن/م         | 77.87%      | 75.67%          | 76.33% | 77.28%      |
| متاکریتیک  | 76/100 | 79/100      | 80/100      | 77/100      | 74/100          | 78/100 | 79/100      |

| ناشر                   | امتیاز | امتیاز      | امتیاز      | امتیاز      | امتیاز          | امتیاز | امتیاز      |
| ناشر                   | آی‌اواس | رایانه شخصی | پلی‌استیشن ۲ | پلی‌استیشن ۳ | پلی‌استیشن همراه | وی     | اکس‌باکس ۳۶۰ |
| ---------------------- | ------ | ----------- | ----------- | ----------- | --------------- | ------ | ----------- |
| دستراکتید              | ن/م    | ن/م         | ن/م         | ن/م         | ن/م             | ن/م    | 6.5/10      |
| اج                     | ن/م    | ن/م         | ن/م         | 6/10        | ن/م             | ن/م    | ن/م         |
| یوروگیمر               | ن/م    | ن/م         | ن/م         | ن/م         | ن/م             | ن/م    | 7/10        |
| گیم اینفورمر           | ن/م    | ن/م         | ن/م         | 9/10        | ن/م             | ن/م    | 9/10        |
| گیم‌اسپات               | ن/م    | ن/م         | ن/م         | 8/10        | ن/م             | 7/10   | 8/10        |
| گیم‌تریلرز              | ن/م    | ن/م         | ن/م         | ن/م         | ن/م             | ن/م    | 8.6/10      |
| گیم‌زون                 | ن/م    | ن/م         | ن/م         | 7/10        | ن/م             | ن/م    | 7/10        |
| آی‌جی‌ان                 | ن/م    | ن/م         | ن/م         | 9/10        | ن/م             | ن/م    | 9/10        |
| اواکس‌ام (ایالات متحده) | ن/م    | ن/م         | ن/م         | ن/م         | ن/م             | ن/م    | 8.5/10      |
| پی‌سی گیمر (بریتانیا)   | ن/م    | 74%         | ن/م         | ن/م         | ن/م             | ن/م    | ن/م         |
| پی‌اس‌ام                 | ن/م    | ن/م         | ن/م         | 8/10        | ن/م             | ن/م    | ن/م         |
| The Daily Telegraph    | ن/م    | ن/م         | ن/م         | ن/م         | ن/م             | ن/م    | 8/10        |
| The Guardian           | ن/م    | ن/م         | ن/م         | ن/م         | ن/م             | ن/م    | 3/5         |

این بازی با نقدهای مثبت تا متوسط روبرو بود.

## پوند به بیرون
- وبگاه رسمی
- About everything for Pes 2011
- بررسی بازی PES 2011